# Lengersau
Lengersau (westallgäuerisch: Lengərsau) ist ein Gemeindeteil der Gemeinde Gestratz im bayerisch-schwäbischen Landkreis Lindau (Bodensee).

## Geographie
Der Weiler liegt circa drei Kilometer nordöstlich des Hauptorts Gestratz und zählt zur Region Westallgäu. Östlich des Orts verläuft die Gemeindegrenze zu Maierhöfen.

## Ortsname
Der Ortsname setzt sich aus dem mittelhochdeutschen Grundwort ouwe für wasserreiches Wiesenland sowie dem Personen(über)namen Lenger zusammen und bedeutet somit (Siedlung am) wasserreichen Land des Lenger.

## Geschichte
Lengersau wurde erstmals im Jahr 1364 mit vss der Långersowe urkundlich erwähnt. 1769 fand die Vereinödung des Orts mit vier Teilnehmern statt. Lengersau gehörte einst dem Gericht Grünenbach in der Herrschaft Bregenz an.